# Kerzell
Kerzell ist ein Ortsteil der Gemeinde Eichenzell im osthessischen Landkreis Fulda.

## Geographische Lage
Kerzell liegt etwa 2,2 km südwestlich vom Zentrum des Eichenzeller Kernorts, zwischen den Dörfern Löschenrod im Norden, Rothemann im Südosten, Hattenhof im Südsüdosten und Tiefengruben im Südwesten. Es befindet sich südlich der Mündung des westlich das Dorf tangierenden Döllbachs in die Fliede.

## Geschichte

### Ortsgeschichte
Die älteste bekannte schriftliche Erwähnung von Kerzell erfolgte im Jahr 1165 anlässlich einer Zuwendung Abt Markwards I. an das neue Fuldaer Hospital als Chelnerescelle(= Zelle des Kellners). Außer dem Kloster Fulda war 1303 im Ort ein Konrad von Kerzell begütert.
An der südwestlichen Gemarkungsgrenze Richtung Tiefengruben befindet sich die neuere Wüstung „Weimesmühle“. Dieser Ort an der Fliede wird erstmals als „Weidemannesbruggun“ in einer Grenzbeschreibung des Mainzer Erzbischofs Erkanbald vom 14. Juni 1011 aufgeführt. Seit 1396 begegnet uns dann „Weydemans“ später „Weimes“(mühle). Durch den Bau der Eisenbahn-Schnellfahrstrecke Hannover–Würzburg bedingt, verließ die Müllersfamilie Vogel 1983 ihre Mühle, 1988 brannte es. Heute ist nur noch ein kleiner Teil bewohnt.
Hessische Gebietsreform (1970–1977)
Zum 1. April 1972 wurde die bis dahin selbständige Gemeinde Kerzell im Zuge der Gebietsreform in Hessen auf freiwilliger Basis als Ortsteil in die Gemeinde Eichenzell eingemeindet.
Für Kerzell wurde, wie für die übrigen Ortsteile von Eichenzell, ein Ortsbezirk eingerichtet.

### Verwaltungsgeschichte im Überblick
Die folgende Liste zeigt die Staaten und Verwaltungseinheiten, denen Kerzell angehört(e):
- vor 1803: Heiliges Römisches Reich, Hochstift Fulda, Centoberamt Fulda
- 1803–1806: Heiliges Römisches Reich, Fürstentum Nassau-Oranien-Fulda, Fürstentum Fulda, Johannesberg
- 1806–1810: Kaiserreich Frankreich, Fürstentum Fulda (Militärverwaltung)
- 1810–1813: Großherzogtum Frankfurt, Departement Fulda, Distrikt Johannesberg
- ab 1816: Kurfürstentum Hessen, Großherzogtum Fulda, Amt Neuhof[6]
- ab 1821/22: Kurfürstentum Hessen, Provinz Fulda, Kreis Fulda[7][Anm. 2]
- ab 1848: Kurfürstentum Hessen, Bezirk Fulda
- ab 1851: Kurfürstentum Hessen, Provinz Fulda, Kreis Fulda
- ab 1867: Königreich Preußen,[Anm. 3] Provinz Hessen-Nassau, Regierungsbezirk Kassel, Kreis Fulda
- ab 1871: Deutsches Reich, Königreich Preußen, Provinz Hessen-Nassau, Regierungsbezirk Kassel, Kreis Fulda
- ab 1918: Deutsches Reich, Freistaat Preußen, Provinz Hessen-Nassau, Regierungsbezirk Kassel, Kreis Fulda
- ab 1944: Deutsches Reich, Freistaat Preußen, Provinz Kurhessen, Landkreis Fulda
- ab 1945: Deutsches Reich, Amerikanische Besatzungszone,[Anm. 4] Groß-Hessen, Regierungsbezirk Kassel, Landkreis Fulda
- ab 1946: Deutsches Reich, Amerikanische Besatzungszone, Hessen, Regierungsbezirk Kassel, Landkreis Fulda
- ab 1949: Bundesrepublik Deutschland, Hessen, Regierungsbezirk Kassel, Landkreis Fulda
- ab 1972: Bundesrepublik Deutschland, Hessen, Regierungsbezirk Kassel, Landkreis Fulda, Gemeinde Eichenzell[Anm. 5]

## Bevölkerung

### Einwohnerentwicklung
| • 1812: | 38 Feuerstellen, 211 Seelen |

| Kerzell: Einwohnerzahlen von 1812 bis 2023 | Kerzell: Einwohnerzahlen von 1812 bis 2023 | Kerzell: Einwohnerzahlen von 1812 bis 2023 | Kerzell: Einwohnerzahlen von 1812 bis 2023 | Kerzell: Einwohnerzahlen von 1812 bis 2023 |
| --- | ------------------------------------------ | ------------------------------------------ | ------------------------------------------ | ------------------------------------------ |
| Jahr |                                            |                                            |                                            | Einwohner                                  |
| 1812 | 1812                                       |                                            | 211                                        | 211                                        |
| 1834 | 1834                                       |                                            | 325                                        | 325                                        |
| 1840 | 1840                                       |                                            | 350                                        | 350                                        |
| 1846 | 1846                                       |                                            | 348                                        | 348                                        |
| 1852 | 1852                                       |                                            | 357                                        | 357                                        |
| 1858 | 1858                                       |                                            | 351                                        | 351                                        |
| 1864 | 1864                                       |                                            | 379                                        | 379                                        |
| 1871 | 1871                                       |                                            | 343                                        | 343                                        |
| 1875 | 1875                                       |                                            | 380                                        | 380                                        |
| 1885 | 1885                                       |                                            | 346                                        | 346                                        |
| 1895 | 1895                                       |                                            | 321                                        | 321                                        |
| 1905 | 1905                                       |                                            | 338                                        | 338                                        |
| 1910 | 1910                                       |                                            | 373                                        | 373                                        |
| 1925 | 1925                                       |                                            | 470                                        | 470                                        |
| 1939 | 1939                                       |                                            | 554                                        | 554                                        |
| 1946 | 1946                                       |                                            | 833                                        | 833                                        |
| 1950 | 1950                                       |                                            | 860                                        | 860                                        |
| 1956 | 1956                                       |                                            | 762                                        | 762                                        |
| 1961 | 1961                                       |                                            | 705                                        | 705                                        |
| 1967 | 1967                                       |                                            | 746                                        | 746                                        |
| 1970 | 1970                                       |                                            | 783                                        | 783                                        |
| 1980 | 1980                                       |                                            | ?                                          | ?                                          |
| 1990 | 1990                                       |                                            | ?                                          | ?                                          |
| 1996 | 1996                                       |                                            | 816                                        | 816                                        |
| 2000 | 2000                                       |                                            | 840                                        | 840                                        |
| 2005 | 2005                                       |                                            | 890                                        | 890                                        |
| 2011 | 2011                                       |                                            | 816                                        | 816                                        |
| 2016 | 2016                                       |                                            | 814                                        | 814                                        |
| 2020 | 2020                                       |                                            | 802                                        | 802                                        |
| 2023 | 2023                                       |                                            | 802                                        | 802                                        |
| Datenquelle: Historisches Gemeindeverzeichnis für Hessen: Die Bevölkerung der Gemeinden 1834 bis 1967. Wiesbaden: Hessisches Statistisches Landesamt, 1968. Weitere Quellen: LAGIS; Gemeinde Eichenzell; Zensus 2011 |                                            |                                            |                                            |                                            |

### Einwohnerstruktur 2011
Nach den Erhebungen des Zensus 2011 lebten am Stichtag dem 9. Mai 2011 in Kerzell 816 Einwohner. Darunter waren 21 (2,6 %) Ausländer.
Nach dem Lebensalter waren 153 Einwohner unter 18 Jahren, 254 zwischen 18 und 49, 162 zwischen 50 und 64 und 147 Einwohner waren älter.
Die Einwohner lebten in 348 Haushalten. Davon waren 99 Singlehaushalte, 108 Paare ohne Kinder und 117 Paare mit Kindern, sowie 18 Alleinerziehende und 6 Wohngemeinschaften. In 78 Haushalten lebten ausschließlich Senioren und in 243 Haushaltungen lebten keine Senioren.

### Historische Religionszugehörigkeit
| • 1885: | 15 evangelische (= 4,34 %), 331 katholische (= 95,66 %) Einwohner |
| • 1961: | 20 evangelische (= 2,84 %), 682 katholische (= 96,74 %) Einwohner |

## Politik
Für den Ortsteil Kerzell besteht ein Ortsbezirk (Gebiete der ehemaligen Gemeinde Kerzell) mit Ortsbeirat und Ortsvorsteher nach der Hessischen Gemeindeordnung.
Der Ortsbeirat besteht aus sieben Mitgliedern. Bei den Kommunalwahlen in Hessen 2021 betrug die Wahlbeteiligung zum Ortsbeirat 65,28 %. Dabei wurden gewählt: zwei Mitglieder der SPD, vier Mitglieder der CDU und ein Mitglied der „Bürgerliste Eichenzell“. Der Ortsbeirat wählte Raphael Witzel (CDU) zum Ortsvorsteher.

## Sehenswürdigkeiten
Der Dorfplatz und seine Madonnenfigur, die St.-Sebastian-Kirche, das alte Backhaus und die Brücke über den Döllbach sind in diesem Ort besonders sehenswert.
Die Kirche St. Sebastian

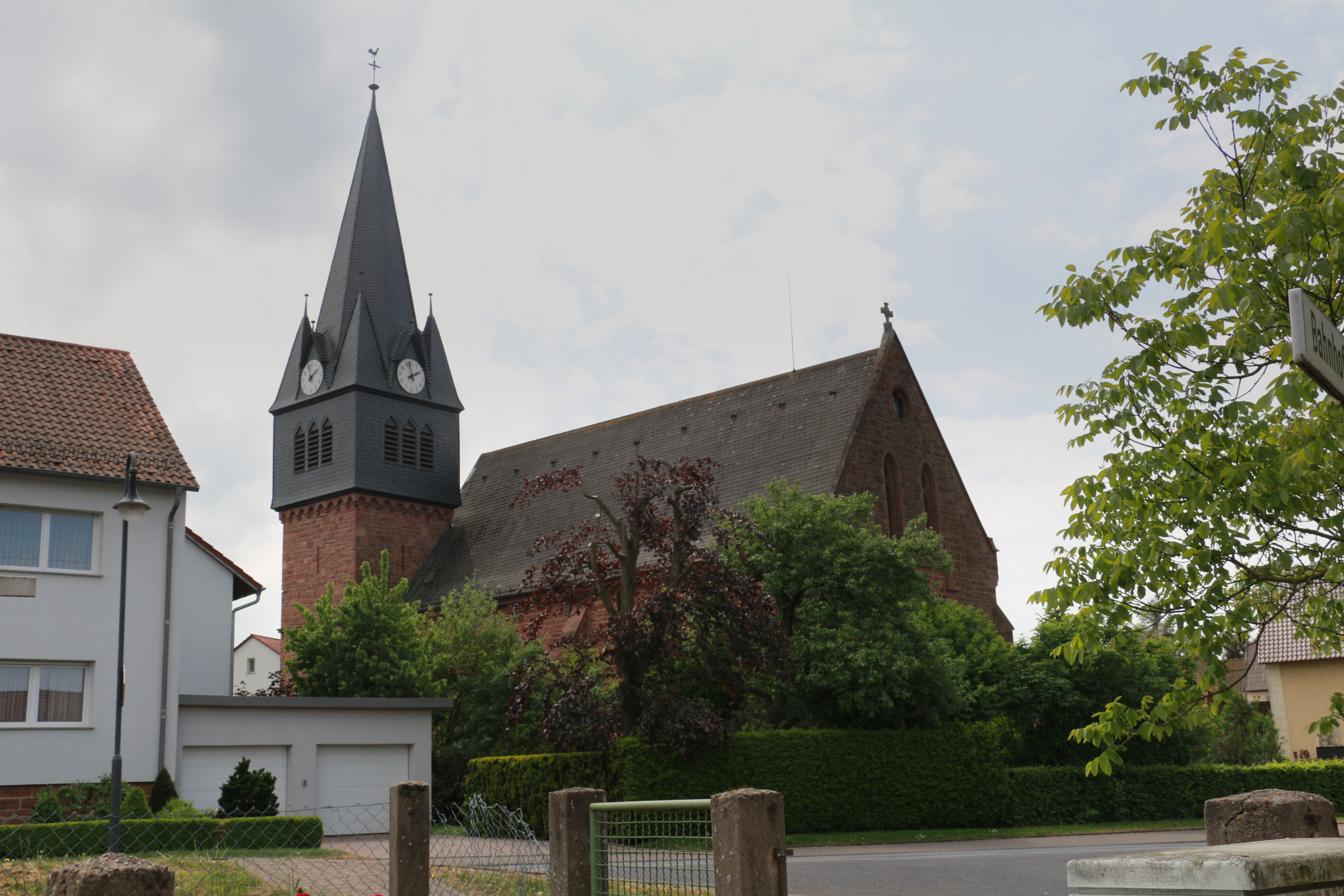
Die Katholische St.-Sebastian-Kirche von 1913.

Die Kirche St. Sebastian Kerzell zählt zu den Kulturdenkmälern Kerzells. Sie wurde im Zweiten Weltkrieg bei einem Bombenangriff auf die durch Kerzell verlaufende Bahnstrecke teilweise zerstört, später wieder aufgebaut und restauriert. Ihre zwei Bronzeglocken von der Glockengießerei Otto aus dem Jahr 1925 waren im Krieg beschlagnahmt und eingeschmolzen worden. Nach dem Krieg erhielt die Kirche in den Jahren 1951 und 1959 je eine neue OTTO-Glocke mit den Tönen a und e.

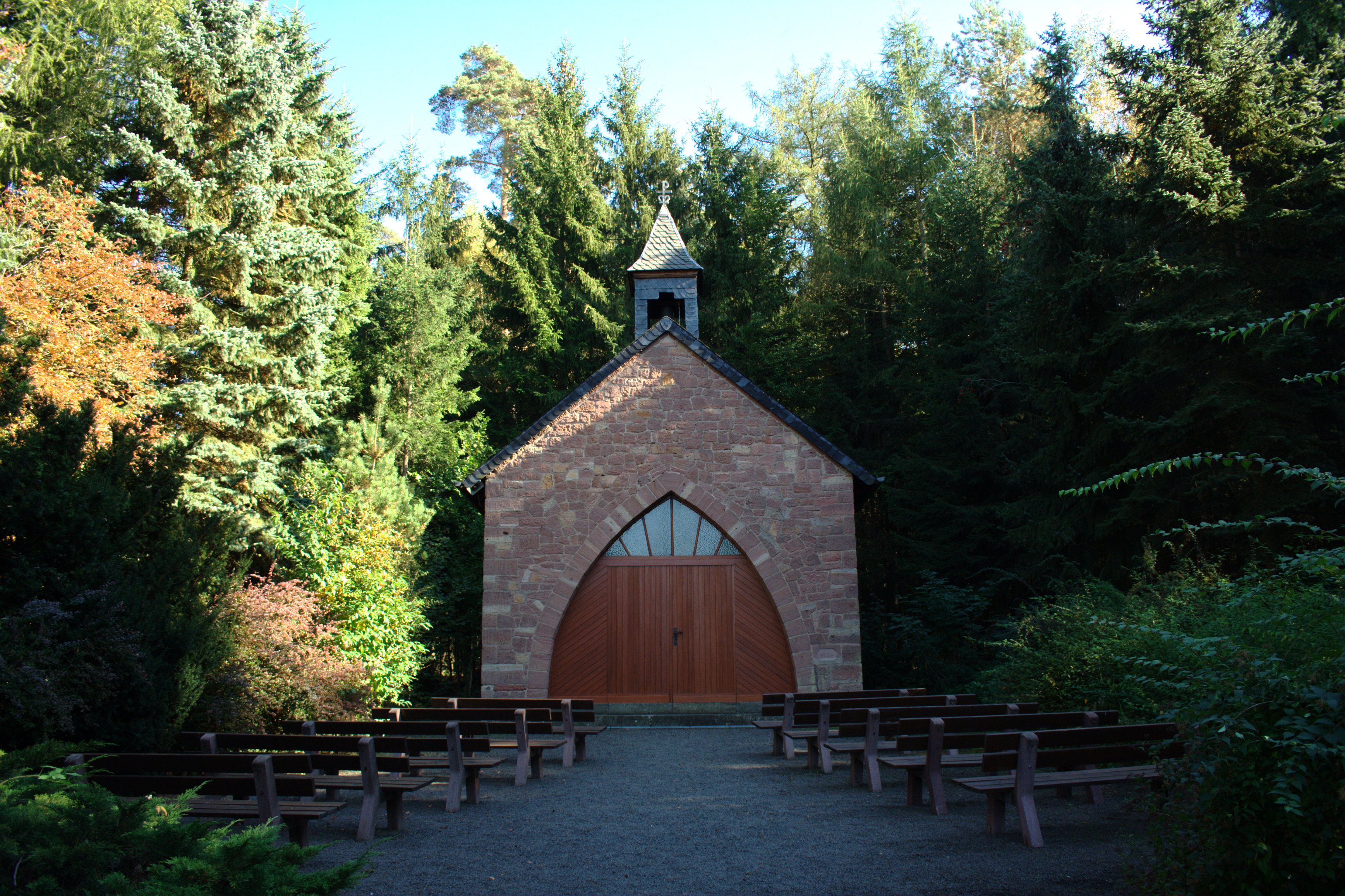
Die Fátima-Kapelle in Kerzell.

Kerzell besitzt zudem eine kleine Kapelle, die Fátimakapelle. An einem Waldrand südöstlich von Kerzell befindet sich diese Wallfahrtskapelle, die zwischen 1945 und 1947 zu Ehren der heiligen Maria von Fatima erbaut wurde. Sie besteht aus schlichten Sandsteinquadern, hat zwei Fensterachsen mit Spitzbogenfenstern, eine eingezogene Apsis und einen Dachreiter mit Spitzhelm. Im Innenraum befinden sich ein spitzer Chorbogen sowie eine Holzbalkendecke. Die naturfarben gehaltene holzgeschnitzte Madonna stammt von Franz Rüther aus Münster. Die Glocke der Kapelle stammt, wie die Glocken der Pfarrkirche St. Sebastian, aus der Glockengießerei Otto in Bremen-Hemelingen. Sie wurde 1949 gegossen.
Zur Kirche gehören zwei Friedhöfe: Der alte Friedhof liegt unweit der Kirche, der neue Friedhof liegt am Fuße des Ortsteils Steinberg zwischen Kerzell und Löschenrod.

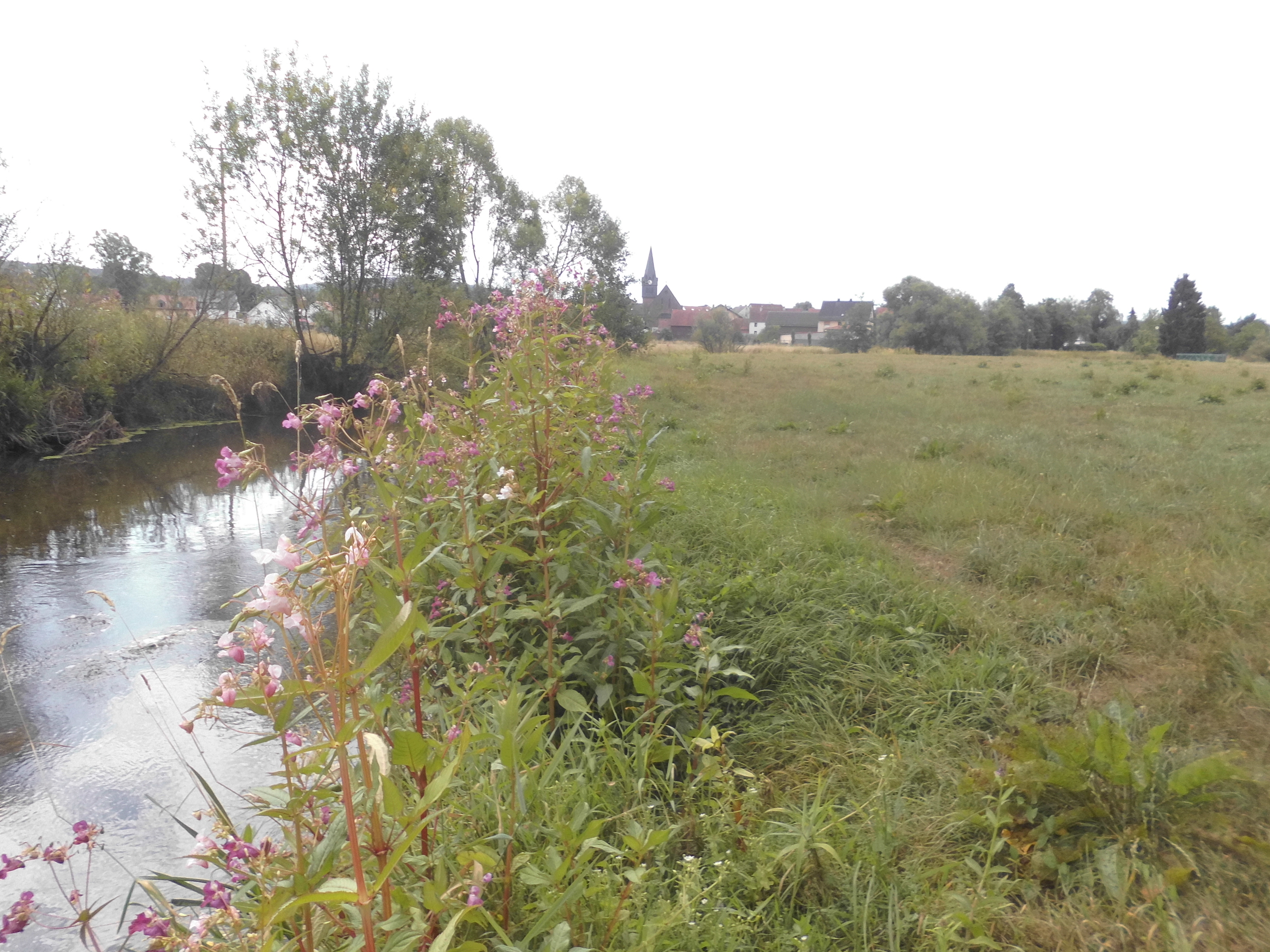
Blick auf die Fliede und Kerzell

## Vereine
Der Sportverein SG Helvetia Kerzell 1920 e. V. ist der mitgliederstärkste Verein Kerzells. Die SGK spielt in der Gruppenliga Fulda. Neben der Fußballabteilung existiert auch eine Karnevalsabteilung. Die Karnevalsabteilung Kerzell ist weit über die Gemeinde hinaus bekannt, da ihre Männertanzgarde, die Pötschedäbber, schon mehrfach unter den Top 5 bei deutschen Meisterschaften waren.
In Kerzell existiert auch eine Kirmesgesellschaft, die die alte Tradition des Kirchweihfestes aufrechterhält. Jahr für Jahr treffen sich Anfang November meist junge Leute, um den traditionellen Drei-Reihen-Tanz um den zuvor aufgestellten Kirmesbaum tanzen zu können und somit dem Weihetag der Kerzeller Kirche St. Sebastian zu gedenken.

## Verkehr
Der Bahnhof Kerzell lag an der Bahnstrecke Fulda–Hanau. Kerzell wird durch die Buslinien 41 Fulda–Kerzell–Ebersburg, 42 Fulda–Kerzell–Heubach und Linie 50 Kerzell–Neuhof durch RhönEnergie Bus GmbH bedient.
Zudem verläuft die Schnellfahrstrecke Hannover–Würzburg westlich von Kerzell.